# Colostygia bipectinata
Colostygia bipectinata là một loài bướm đêm trong họ Geometridae.